# Глинськ (Львівський район)
Глинськ — село в Україні, у Жовківській міській громаді Львівського району Львівської області. Лежить 5,5 км на захід від Жовкви, над річками Деревенькою і Бзинкою.
На південно-західній околиці села збереглося давньоруське городище XI — XIII ст. На думку багатьох вчених це є літописне місто Щекотов (ліс на місці городища зветься Щекотин), про яке згадується в Літописі Руському під 1242 роком:
|  | …Почувши ж [це і] зібравши воїв своїх, Данило й Василько скоро пішли на них. І він, [Ростислав], не видержав, вибіг із Галича до [города] Щекотова, а з ним утік Артемій, єпископ галицький, та інші галичани: Та коли Данило й Василько гналися вслід за ним, вість прийшла йому, що татари вийшли вже із землі Угорської, ідуть у землю Галицьку, і тою вістю [Ростислав] спасся, а декількох із бояр його схоплено було… |

## Історія
Перша письмова згадка про Глинсько належить до 1463 року, хоч постійне поселення тут було з часів Київської Русі.
Село Глинськ (пол. Glińsko) з присілками Черемішна, Бердиги, Завади, Зариська і Шарпанка, належало до Жовківського повіту.
В 1880 році було 1322 жителі, у тому числі 263 римо-католиків, які належали до парафії в Жовкві, 1043 греко-католики, решта євреї. Парафія греко-католицька була в селі, належала до Жовківського деканату, Перемишльської дієцезії.
В селі була копальня бурого кам'яного вугілля. Також була тут фабрика порцелянового посуду; ця фабрика виготовляла також люльки, які називались «стамбулками», та інші глиняні речі; вся ця продукція вивозилась і продавалась у Львові, по цілій Галичині, Поділлі, Буковині, Молдові та Румунії. Була тут також школа з одним вчителем та кредитна спілка робітників з копальні бурого кам'яного вугілля Фелікса Ланга. Порцеляновий посуд з фабрики в Глинську під час виставки у Відні в 1835 році був закуплений для цісарського двору.
12 червня 2020 року, відповідно до розпорядження Кабінету Міністрів України № 718-р «Про визначення адміністративних центрів та затвердження територій територіальних громад Львівської області», село увійшло до складу Жовківської міської громади.

19 липня 2020 року, в результаті адміністративно-територіальної реформи та ліквідації Жовківського району, село увійшло до складу новоствореного Львівського району.

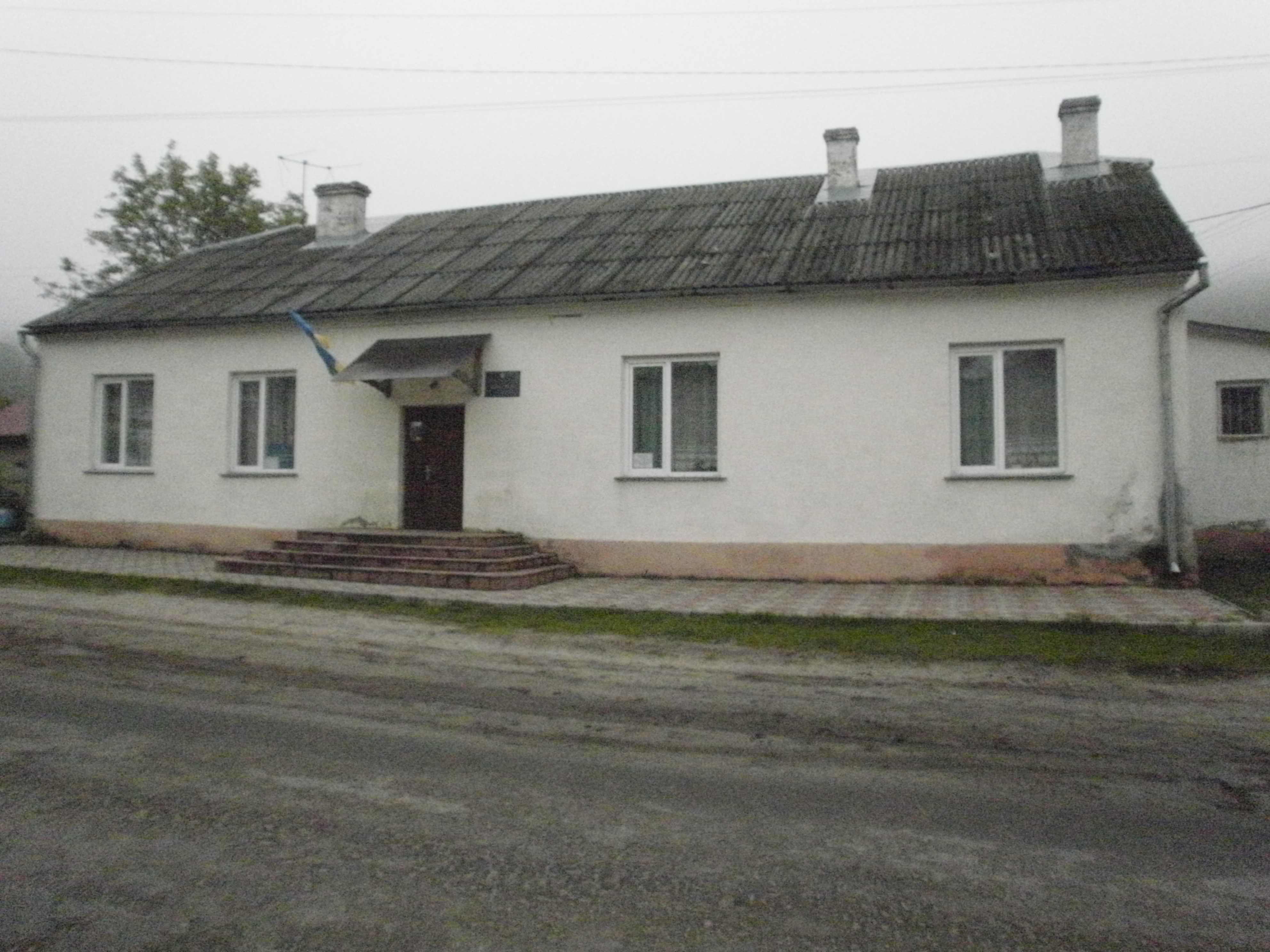
Народний дім
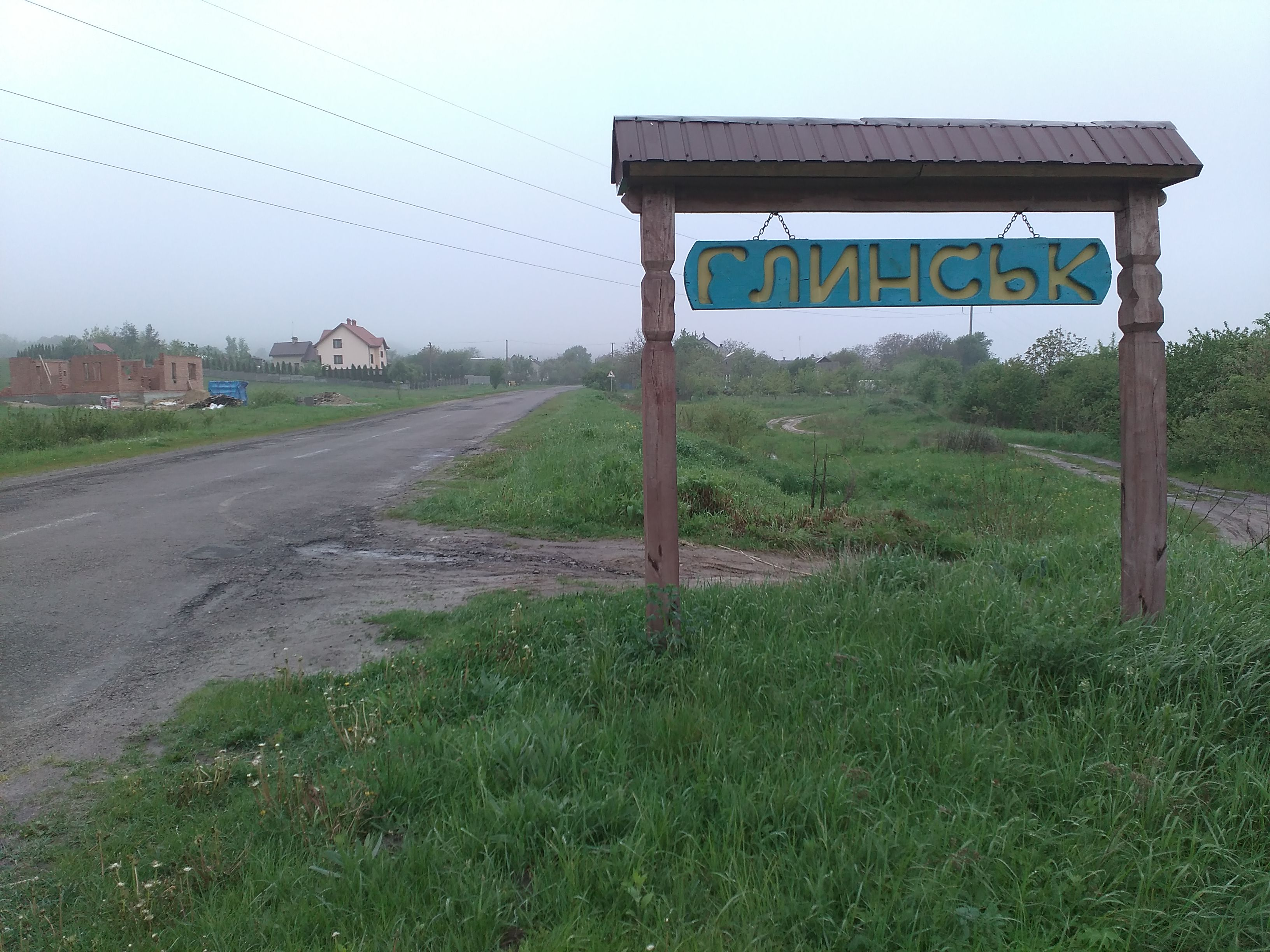
В'їзд у село зі сторони Жовкви

## Населення

### Мова
Розподіл населення за рідною мовою за даними перепису 2001 року:
| Мова       | Кількість | Відсоток |
| ---------- | --------- | -------- |
| українська | 1696      | 99.88%   |
| російська  | 13        | 0.06%    |
| румунська  | 1         | 0.06%    |
| Усього     | 1698      | 100%     |

## Пам'ятки
У селі є Церква Успіння Пресвятої Богородиці (мурована, збудовано за проєктом жовківського архітектора Романа Кєнзлера), дерев'яна дзвіниця оборонного типу 18 століття, римо-католицький костел.
На околиці села розташоване військове кладовище періоду Першої світової війни. Цвинтар загиблим армії Бен-Ермолі | Глинськ | Військові некрополі України

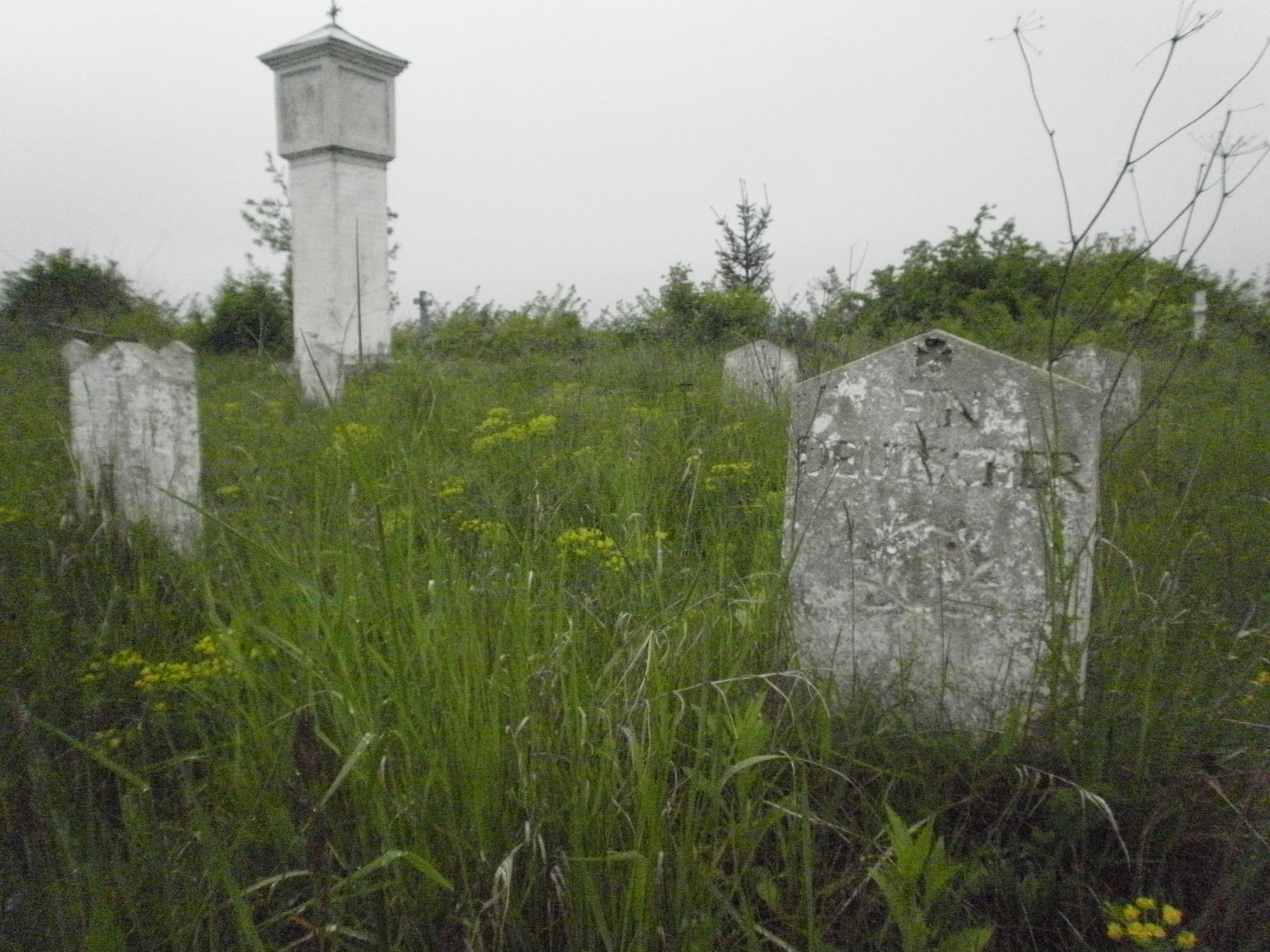

## Постаті
- Голодовський Роман Богданович (22.09.1983 - 19.07.2015) - солдат ЗСУ, загинув у с. Кримське, суч. Сєвєродонецького району, Луганської області. Похований в с.Глинськ.
- Чепіль Володимир Зіновійович (1976 — 2019) — доброволець, учасник російсько-української війни[5]. Виконував бойові завдання на Донеччині та Луганщині Помер внаслідок тяжкої хвороби. Поховали захисника 12.09.2019 в с. Глинськ.
- Пелех Володимир Богданович (24.06.1979 - 13.06.2022) - солдат ЗСУ, загинув поблизу с. Золоте та Оріхове, Сєвєродонецького району, Луганської області. Поховали захисника 17.06.2022 в с. Глинськ.
- Яценяк Ігор Михайлович (19.06.1986 - 09.06.2023) - солдат ЗСУ, загинув поблизу с. Хромове, Бахмутського району, Донецької області. Поховали захисника 08.07.2023 в с. Глинськ.
- Змій Ігор Михайлович (27.02.1982 - 12.08.2023) - солдат ЗСУ, загинув на Донеччині. Поховали захисника 22.08.2023 в с. Глинськ.